# Smolîne, Hluhiv
Smolîne (în ucraineană Смолине) este un sat în comuna Pustohorod din raionul Hluhiv, regiunea Sumî, Ucraina.

## Demografie
Componența lingvistică a localității Smolîne
     Rusă (65,79%)
     Ucraineană (34,21%)
Conform recensământului din 2001, majoritatea populației localității Smolîne era vorbitoare de rusă (65,79%), existând în minoritate și vorbitori de ucraineană (34,21%).